# Jason Lamy-Chappuis
Jason Lamy-Chappuis (Missoula, Estados Unidos, 9 de septiembre de 1986) es un deportista francés que compite en esquí en la modalidad de combinada nórdica. 
Participó en cuatro Juegos Olímpicos de Invierno, obteniendo una medalla de oro en Vancouver 2010, en el trampolín normal + 10 km individual, el quinto lugar en Turín 2006, el cuarto en Sochi 2014 y el quinto en Pyeongchang 2018, en la prueba por equipo.
Ganó diez medallas en el Campeonato Mundial de Esquí Nórdico entre los años 2009 y 2015.

## Palmarés internacional
| Juegos Olímpicos   | Juegos Olímpicos          | Juegos Olímpicos  | Juegos Olímpicos           |
| Año                | Lugar                     | Medalla           | Prueba                     |
| ------------------ | ------------------------- | ----------------- | -------------------------- |
| 2010               | Vancouver (Canadá)        | Medalla de oro    | TN + 10 km individual      |
| Campeonato Mundial |                           |                   |                            |
| Año                | Lugar                     | Medalla           | Prueba                     |
| 2009               | Liberec (República Checa) | Medalla de bronce | TN + 10 km individual      |
| 2009               | Liberec (República Checa) | Medalla de bronce | TG + 10 km individual      |
| 2011               | Oslo (Noruega)            | Medalla de oro    | TG + 10 km individual      |
| 2013               | Val di Fiemme (Italia)    | Medalla de oro    | TN + 10 km individual      |
| 2013               | Val di Fiemme (Italia)    | Medalla de oro    | TN + 4 × 5 km por equipo   |
| 2013               | Val di Fiemme (Italia)    | Medalla de oro    | TG + 2 × 7,5 km por equipo |
| 2013               | Val di Fiemme (Italia)    | Medalla de bronce | TG + 10 km individual      |
| 2015               | Falun (Suecia)            | Medalla de oro    | TG + 2 × 7,5 km por equipo |
| 2015               | Falun (Suecia)            | Medalla de bronce | TN + 10 km individual      |
| 2015               | Falun (Suecia)            | Medalla de bronce | TN + 4 × 5 km por equipo   |